# Ерида (карликова планета)
Ери́да або Еріс (136199 Eris за каталогом ЦМП) (символ: ) — друга за розміром після Плутона, наймасивніша і найвіддаленіша від Сонця карликова планета Сонячної системи. Раніше для неї використовували тимчасові назви 2003 UB313, Ксена, Зена (Xena) і Ліла (Lilah). Назву «Ерида» на честь грецької богині розбрату було ухвалено Міжнародним астрономічним союзом 13 вересня 2006 року. Належить до транснептунових об'єктів та плутоїдів. Діаметр Ериди — близько 2330 км.
Ериду відкрили 5 січня 2005 року Майкл Браун, Чедвік Трухільйо та Девід Рабіновіц. Першовідкривачі, а вслід за ними НАСА та деякі ЗМІ[джерело?] оголосили цей об'єкт десятою планетою Сонячної системи, однак 24 серпня 2006 року Міжнародний астрономічний союз затвердив нове визначення планети, за яким Ерида не є планетою. Об'єкт було віднесено до категорії «карликових планет».
Ерида протягом тривалого часу вважалася значно більшою від Плутона, за даними на 2010 рік їхні розміри вважалися настільки близькими, що неможливо було впевнено стверджувати, який із цих об'єктів більший. Однак згідно з даними, отриманими з космічного зонда New Horizons у липні 2015 року, Плутон трохи більший від Ериди і є найбільшим з відомих наразі транснептунових об'єктів.

## Історія відкриття

### Відкриття

Стрілкою показано рух Ериди на трьох зображеннях, використаних при відкритті об'єкта. Знімки зроблені протягом 3 годин

Ериду відкрила група американських астрономів — Майкл Браун (Каліфорнійський технологічний інститут), Чедвік Трухільйо (обсерваторія Джеміні) та Девід Рабіновіц (Єльський університет). На момент відкриття Ериди вони вже кілька років вели систематичні пошуки транснептунових об'єктів і встигли прославитися відкриттями таких великих об'єктів, як 50000 Квавар і 90377 Седна. Група використовувала 122-сантиметровий телескоп імені Самуеля Ошина зі 112 ПЗЗ-матрицями, який розташований у Паломарській обсерваторії, а також спеціальну програму для пошуку рухомих об'єктів на знімках.
Ерида була вперше помічена 5 січня 2005 року о 19:20 UTC під час повторного аналізу знімка, зробленого 21 жовтня 2003 року о 6:25 UTC за допомогою телескопа Самуеля Ошина. Також Ерида була знайдена на кількох більш ранніх знімках. Через кілька днів після відкриття групі Брауна у співпраці з Сюзанною Туреллотт знову вдалося виявити об'єкт за допомогою 1,3-метрового телескопа SMARTS в обсерваторії Серро-Тололо. Знадобилося ще кілька місяців досліджень, щоб визначити параметри орбіти і приблизний розмір об'єкта. Заява про відкриття була опублікована 29 липня 2005 року.

### Назва
При реєстрації відкриття об'єкту було присвоєно тимчасове позначення 2003 UB313. Згодом виникла невизначеність у класифікації об'єкта: мала чи повноцінна планета. Через відмінність процедури найменування цих двох класів об'єктів пропозицію назви відклали до зібрання МАС 24 серпня 2006 року. У цей час у ЗМІ та в астрономічній спільноті затвердилося ім'я Зена (Ксена, англ. Xena), яке згадувалося так само часто, як «найпопулярніший» транснептуновий об'єкт Седна. Хоча ця назва, дана на честь головної героїні серіалу «Ксена: принцеса-воїн», була неофіційною, зарезервованою групою першовідкривачів для першого об'єкта, який виявиться більшим від Плутона.
Згідно з публікацією Г. Шиллінга, Майкл Браун спочатку хотів дати цій планеті ім'я Ліла (англ. Lila) на честь концепції в індуїзмі, яка була також співзвучна імені новонародженої доньки Брауна Ліли (англ. Lilah).
Сам Майкл Браун публічно висловився, що найкращою назвою для 2003 UB313 могло бути ім'я Прозерпіни — дружини Плутона в римській міфології, або її грецького аналога — Персефони. Ці назви навіть отримали більшість голосів у конкурсі з вибору назви для десятої планети, проведеному журналом New Scientist (при цьому «Зена» зайняла лише 4-те місце). Однак ці назви не могли бути прийнятими, оскільки вже були дані астероїдам 26 Прозерпіна та 399 Персефона, а за правилами МАС назви малих планет не повинні бути занадто схожі, щоб не виникало конфлікту імен.
Але, оскільки 2003 UB313 довгий час вважався десятою планетою, Майкл Браун все ж мав намір дати йому назву з греко-римської міфології, в рамках якої названі інші планети. Ім'я Ерида (дав.-гр. Ἔρις) — грецької богині розбрату, яку Браун назвав своєю улюбленою богинею, не було зайняте. Саме ця назва і була надіслана в комісію МАС 6 вересня 2006 року, яка затвердила її 13 вересня 2006 року. Перед цим 7 вересня вона, як і Плутон, була включена в каталог малих планет під номером 136199.

## Орбіта

Схема орбіти Ериди

Попри те, що орбіту Ериди відстежено за архівними знімками аж до 1954 року, її вкрай повільний рух не дає змоги встановити орбітальні характеристики з високою точністю. Середня відстань Ериди від Сонця — 68 а. о. (близько 10 млрд км), але її орбіта дуже витягнута — ексцентриситет дорівнює 0,43. Таким чином, максимальна відстань від Ериди до Сонця становить 97,63 а. о. (14,61 млрд км), мінімальна — 38,46 а. о. (5,75 млрд км), тобто в перигелії вона виявляється ближчою до Сонця, ніж Плутон в афелії, однак, на відміну від нього, Ерида не потрапляє всередину орбіти Нептуна. Вона пройшла афелій у березні — квітні 1977 року і зараз наближається до Сонця. Станом на 2012 рік Ерида перебуває за 96,5 а. о. (14,5 млрд км) від Сонця, тобто сонячне світло йде до неї понад 13 годин. Період обертання Ериди навколо Сонця становить 561 рік, тобто вона досягне найближчої до Сонця точки орбіти 2258 року.
Крім великого ексцентриситету, її орбіта дуже нахилена (під кутом 43,82°) до площини екліптики. За ексцентриситетом та нахилом орбіти Ерида значно перевершує Плутон та інші класичні об'єкти поясу Койпера. Небесні тіла з такими характеристиками деякі дослідники вважають об'єктами розсіяного диска або навіть відокремленими транснептуновими об'єктами.

## Фізичні властивості
Точно визначити розміри настільки далекого небесного тіла дуже важко. Яскравість об'єкта пропорційна до площі поверхні, помноженої на альбедо (частку сонячних променів, що відбиваються об'єктом). Таким чином, щоб розрахувати діаметр, потрібно знати абсолютну зоряну величину (яку легко визначити) й альбедо (яке невідоме). Щоправда, Ерида настільки яскрава, що навіть якщо її альбедо дорівнює 1, її діаметр повинен бути не менше 2300 км.
У лютому 2006 року в журналі Nature опубліковані результати вимірювання тепловиділення планетоїда, виходячи з яких його діаметр був визначений як 3000 ± 300 км.
У квітні 2006 року були опубліковані результати вимірювань діаметра та альбедо об'єкта, отримані за допомогою космічного телескопа «Габбл». Згідно з цими вимірюваннями, діаметр Ериди виявився рівним 2400 ± 100 км (лише на 6 % більше діаметра Плутона), а альбедо — 0,86±0,07. Таким чином, поверхня Ериди має вище альбедо, ніж поверхня будь-якого іншого об'єкта Сонячної системи, крім Енцелада.
Вимірювання розмірів Ериди, виконані 2007 року з допомогою інфрачервоного космічного телескопа «Спітцер», дали змогу оцінити її діаметр як 2600+400
−200 км.
Найточніші вимірювання виконані в ніч на 6 листопада 2010 року, коли одразу три групи астрономів у Чилі спостерігали покриття Еридою дуже слабкої зорі USNO-A2 0825-00375767 (видима величина 17,1m) в сузір'ї Кита. Це дало можливість встановити діаметр плутоїда з точністю до 12 км. Діаметр Ериди, згідно з даними цих вимірювань, не перевищує 2326±12 км, а альбедо — 0,96+0,09
−0,04. Похибка в оцінці діаметра за даними теплового випромінювання, імовірно, пов'язана зі значним нахилом осі обертання Ериди до площини орбіти, унаслідок чого одна півкуля зараз нагріта більше, ніж інша.
Таким чином, отримані дані давали змогу стверджувати, що Ерида менша від Плутона, для якого традиційно вказувався діаметр 2390 км. Однак аналогічні вимірювання для Плутона, виконані 2007 року, дозволяли припустити, що його діаметр становить 2322 км або 2368 км (2014 рік). Тому питання про те, яка з карликових планет є насправді найбільшою в Сонячній системі, залишалося відкритим до липня 2015 року, коли за даними АМС «Нові обрії» було встановлено, що діаметр Плутона — 2370 ± 20 км.
Маса Ериди визначена завдяки наявності супутника, вона приблизно на чверть більша від маси Плутона і дорівнює (1,67 ± 0,02) × 1022 кг. Відповідно, середня густина Ериди дорівнює 2,52 ± 0,05 г/см³, що доволі близько до густини як Плутона, так і різних астероїдів поясу Койпера.
Період обертання навколо власної осі віддалених небесних тіл визначається шляхом аналізу кривої блиску. Але визначення періоду обертання Ериди ускладнене через її правильну форму та однорідність поверхні. Перша оцінка, виконана 2005 року, давала нижню межу 8 годин. За даними фотометричного дослідження, виконаного 2006 року, Ерида здійснює повний оберт навколо власної осі не менш ніж за 5 земних діб. Вимірювання, виконані 2008 року з допомогою орбітального телескопа «Swift», дали найточніше значення 25,9 годин.
Стандартна зоряна величина Ериди становить −1,19m. Її видимий блиск у 2011—2012 роках дорівнює 18,7m (для порівняння, блиск Плутона — близько 14m) — безпосередньо спостерігати планету в аматорський телескоп неможливо, хоча за певних умов її можна зняти через хороший аматорський телескоп з апертурою 250—300 мм.
Нахил осі обертання Ериди невідомий.

## Хімічний склад

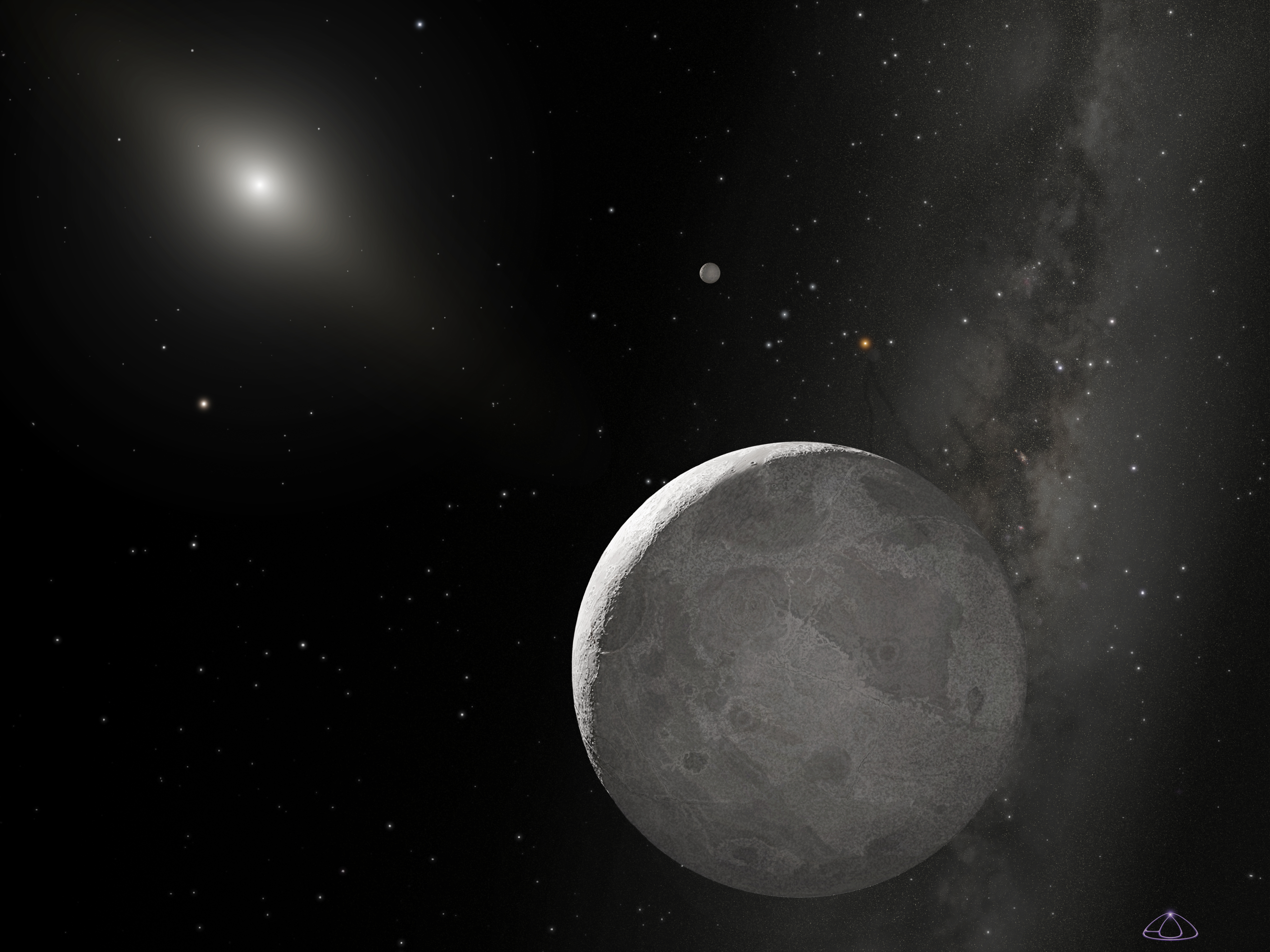
Ерида. Художнє зображення NASA

Порівняння інфрачервоних спектрів Ериди і Плутона (стрілками відмічені лінії поглинання метану)

Вимірювання теплового потоку від Ериди дозволяють на основі закону Стефана — Больцмана розрахувати, що зараз середня температура її поверхні становить близько 20 К (−253 °C), а в найближчій до Сонця точці орбіти температура може досягати 43 К (−230 °C).
Спектроскопічні спостереження, виконані 25 січня 2005 року в обсерваторії Джеміні, показали наявність на поверхні Ериди метанового снігу, чим вона схожа на Плутон і супутник Нептуна Тритон. Цим пояснюється високе альбедо об'єкта. Також в її снігу є домішка азотного льоду, частка якого зростає з глибиною. Ерида відрізняється від Плутона і Тритона кольором. Плутон і Тритон червонуваті, а вона — сірувата. Це пов'язано з наявністю на Ериді також етанового та етиленового льоду. У жовтні 2011 року були опубліковані результати досліджень, згідно з якими тонкий шар замерзлих газів, що покриває поверхню Ериди, може сублімуватися при підвищенні температури (в перигелії) та утворювати тимчасову атмосферу карликової планети. Ймовірно, атмосфера у Ериди з'явиться через 250 років, у середині XXIII століття.
Великий ексцентриситет орбіти у Ериди призводить до регулярних змін на її поверхні і навіть до газових течій, що проходять через усю карликову планету.

## Супутник
10 вересня 2005 року з допомогою телескопа з адаптивною оптикою в обсерваторії Кека у 2003 UB313 був відкритий супутник, що отримав позначення S/2005 (2003 UB313) 1. Першовідкривачі дали супутнику ім'я Габріелла (англ. Gabrielle) — на честь супутниці Ксени. Супутник отримав офіційне ім'я Дизномія (позначення (136199) Eris I Dysnomia) 13 вересня 2006 року, одночасно з присвоєнням назви Ериді. Ця назва дана на честь доньки Ериди Дизномії — богині беззаконня у грецькій міфології.
Дизномія обертається на відстані 37 тис. км від Ериди, здійснюючи повний оберт приблизно за 16 земних діб.

## Цікавий факт
Відкриття Ериди, що за розмірами більша від Плутона (як вважалося від моменту її відкриття до прольоту космічного апарата «Нові обрії»), призвело до дискусії серед астрономів, чи слід вважати її планетою. Наслідком дискусії стало ухвалення генеральною асамблеєю Міжнародного астрономічного союзу резолюції, внаслідок якої було переглянуто саме значення терміна «планета», відтоді (2006 р.) об'єкт має задовольняти три умови:
1. Він має обертатись навколо Сонця.
2. Він має бути досить масивним, щоб набути гідростатично-рівноважної форми під дією власних гравітаційних сил.
3. На своїй орбіті він має бути гравітаційною домінантою і поряд з ним не має бути інших тіл порівнянного розміру, крім його власних супутників або таких, що перебувають під його гравітаційним впливом.

Плутон не відповідає третій умові, оскільки його маса становить лише 7 % від маси всіх об'єктів на його орбіті. Тому рішенням МАС Плутон втратив статус планети і його було включено до класу карликових планет.
Остаточно 11 червня 2008 р. МАС оголосив про введення поняття «плутоїд». Зокрема, до плутоїдів належать карликові планети Ерида, Плутон, Макемаке і Гаумеа. Таким чином, офіційно кількість планет Сонячної системи дорівнює восьми.